# هیتسه
هیتسه (به مجاری:  Hejce) یک شهرداری در مجارستان است که در بورشود-آبااوی-زمپلن واقع شده‌است. هیتسه ۹٫۵۲ کیلومتر مربع مساحت و ۳۱۰ نفر جمعیت دارد.